# São Francisco do Piauí
São Francisco do Piauí est une municipalité brésilienne située dans l'État du Piauí.